# Zostera tasmanica
Zostera tasmanica är en bandtångsväxtart som beskrevs av Martin Martens och Paul Friedrich August Ascherson. Zostera tasmanica ingår i släktet bandtångssläktet, och familjen bandtångsväxter. IUCN kategoriserar arten globalt som livskraftig. Inga underarter finns listade.